# هرتسليا
هرتسليا (بالعبرية: הֶרְצְלִיָּה) مدينة إسرائيلية تقع  في فلسطين على شاطئ البحر المتوسط ضمن لواء تل أبيب حسب التقسيم الإداري الإسرائيلي، ويسكنها حوالي 87,000 نسمة حسب مكتب الإحصاء الإسرائيلي. تم تسميتها نسبة لمؤسس الصهيونية الحديثة تيودور هرتزل. تغطي المدينة مساحة مقدارها 26 كيلومترا مربعا. يقع غربي المدينة حي يعتبر من أرقى وأغنى الأحياء في إسرائيل، حيث السفارات ومنازل الدبلوماسيين الأجانب ورجال الأعمال. يشار إلى أن المدينة قد تأسست في عام 1924 على يد المهاجرين اليهود إلى فلسطين على أرض قرية الحرم (سيدنا علي). 
المدينة هي أحد مراكز وادي السيليكون الإسرائيلي .

## توأمة
لهرتسليا اتفاقيات توأمة مع كل من:
- لايبزيغ (2010 - )
- فونشال
- لقنت
- بانسكا بيستريتسا
- بيفرلي هيلز
- بورصة
- كولومبوس
- دنيبرو
- سان بيرناردينو
- هوليوود
- مارل
- سان إيسيدرو
- تولون
- يانغتشو (1999 - )[15]
- Paphos Municipality  [لغات أخرى]‏ [16]

## أعلام
- ريكاردو وولف
- يانيف غرين
- إيدا سيلفرمان
- آري ألتر
- راشيل هاريل
- صاموئيل معاذ
- أفي ريكان
- ليور ميلر
- رام كرمي
- إسحاق شامير

## وصلات خارجية
- الموقع الرسمي للبلدية.